# Kapitan Garliczka
Kapitan Garliczka – skała w dolinie potoku Garliczka na Wyżynie Olkuskiej będącej częścią Wyżyny Krakowsko-Częstochowskiej. Znajduje się we wsi Garliczka w województwie małopolskim, w powiecie krakowskim, w gminie Zielonki.
Kapitan Garliczka wznosi się na lewym brzegu potoku Garliczka, tuż za boiskiem i placem zabaw. Jest obiektem wspinaczki skalnej. Zbudowany jest z wapieni, ma ściany połogie lub pionowe, o wysokości do 20 m, z filarami i zacięciami. Jest na nim13 dróg wspinaczkowych o trudności od V do VI.3+ w skali polskiej. Wszystkie mają zamontowane stałe punkty asekuracyjne – ringi (r), stanowiska zjazdowe (st), dwa ringi zjazdowe (drz) lub pojedynczy ring zjazdowy (rz). Ściany wspinaczkowe o wystawie północno-zachodniej lub południowo-zachodniej.
Tuż obok skały Kapitan Garliczka znajduje się druga, również wspinaczkowa skała Patrol Garliczka.

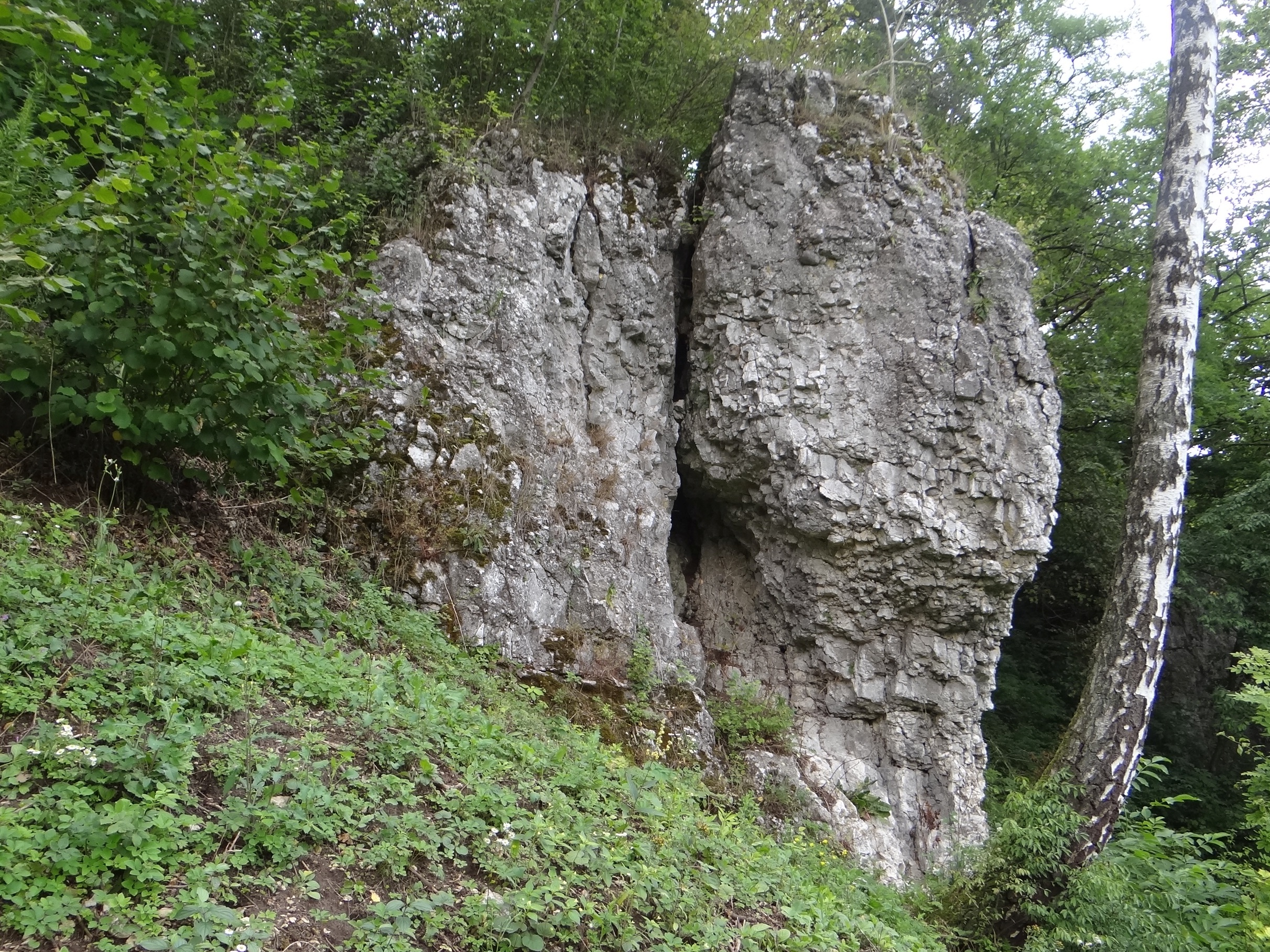
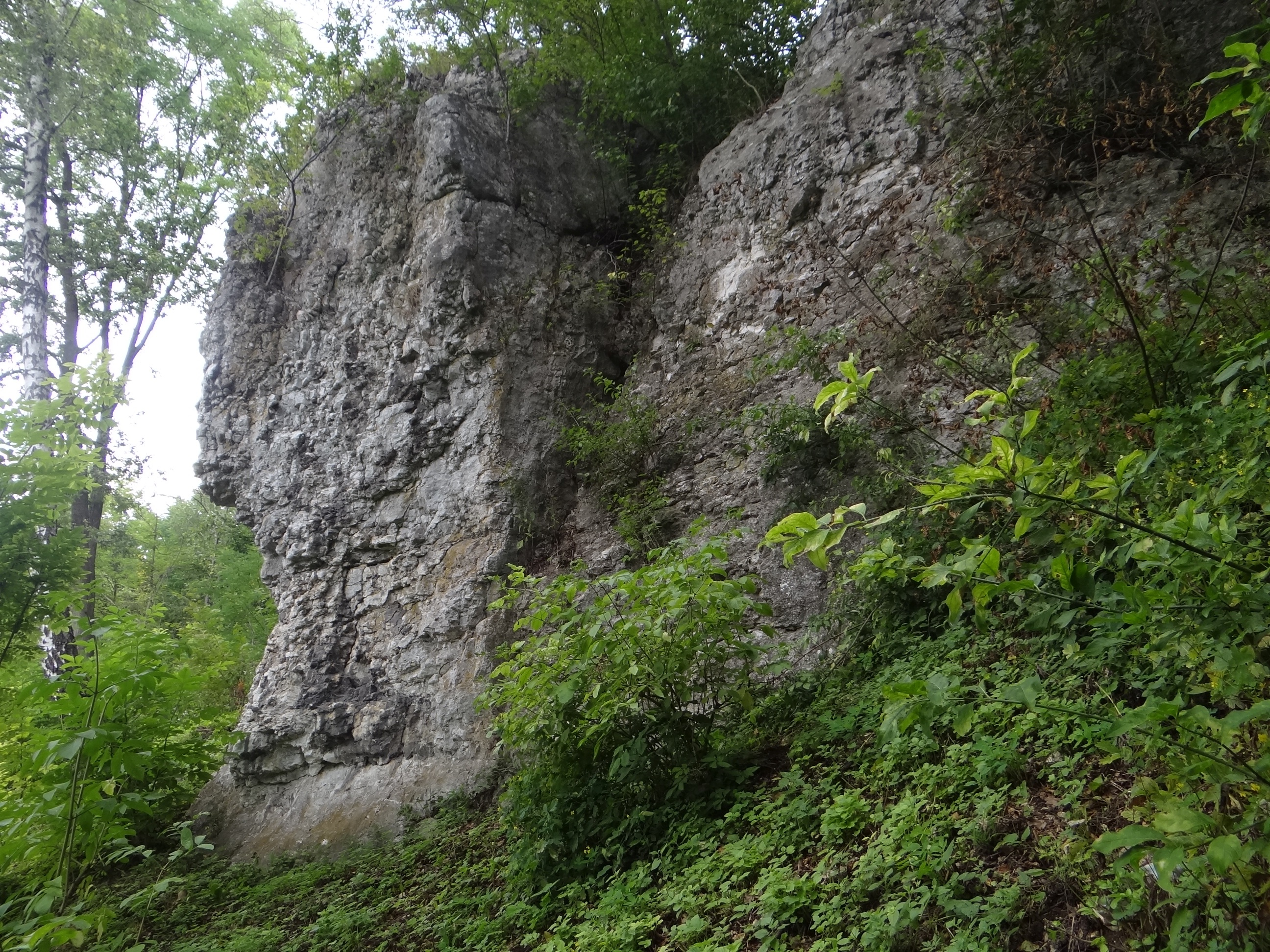
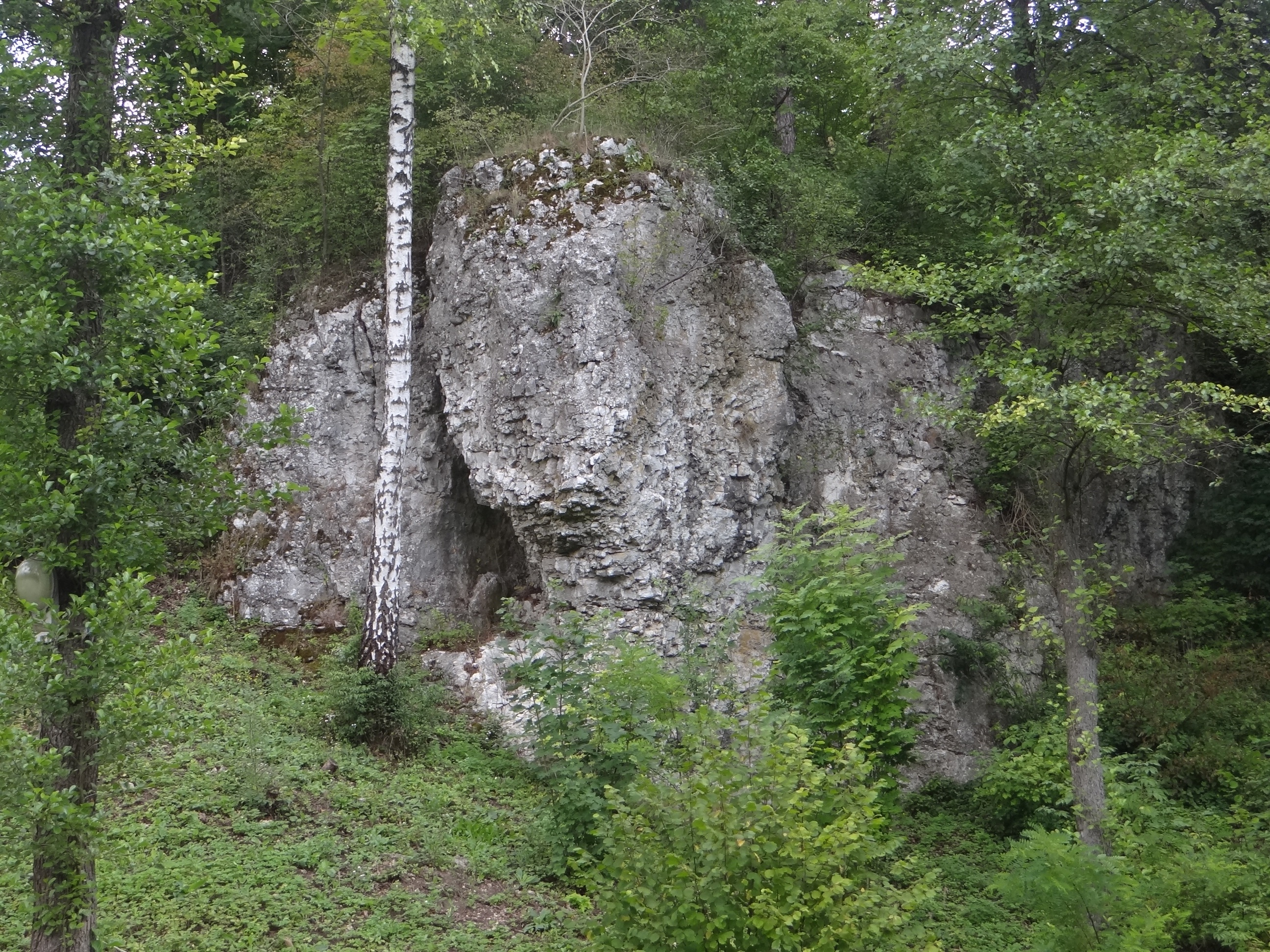

## Drogi wspinaczkowe
1. Ślimak pachnący małżą VI.1, 16 m (9r + drz),
2. Rysa turbo VI.1, 18 m (9r + drz)
3. Sprężarka VI.1+, 19 m (9 r+ st),
4. Centrum wstydu V+, 17 m (8r + drz),
5. Lęki mężczyzny VI.2, 19 m (9 r+ st),
6. Całym sercem na pośladkach VI-, 16 m (6r + drz),
7. Przechowalnia żuli VI-, 16 m (5r + drz),
8. Borelioza VI+, 16 m (6r + drz),
9. Typ B VI+, 9 m (2r + rz),
10. Walka o krzyż V, 9 m (3r + drz),
11. Diastema VI.2+, 9 m (2 r+ rz),
12. Rysa Gałki VI.1+, 9 m (2r + rz),
13. Siedem lat w debecie IV, 9 m (3r + drz)[1].